# Oliarus thekkadiensis
Oliarus thekkadiensis är en insektsart som beskrevs av Van Stalle 1987. Oliarus thekkadiensis ingår i släktet Oliarus och familjen kilstritar. Inga underarter finns listade i Catalogue of Life.